# Kaiya brindabella
Kaiya brindabella es una especie de araña araneomorfa de la familia Gradungulidae.

## Distribución
Es originaria de Australia en Territorio de la Capital Australiana.